# Агафоново (Одинцовский район)
Агафоново — деревня в Одинцовском городском округе Московской области России.
Расположена на юго-западе района, в 8 км к северо-западу от города Кубинки, на правому берегу Москвы-реки, высота центра — 145 м над уровнем моря. В деревне одна улица.
Впервые в исторических документах деревня встречается в писцовой книге 1624 года, согласно которой в ней было 3 двора и 5 жителей. На 1852 год в деревне Агафоново числилось 20 дворов, 85 душ мужского пола и 80 — женского, в 1890 году — 100 человек. По Всесоюзной переписи 17 декабря 1926 года числилось 33 хозяйства и 181 житель, по переписи 1989 года — 27 хозяйств и 31 житель.
С 1994 до 2006 года Агафоново входило в состав Волковского сельского округа. С 2006 до 2019 года — в состав сельского поселения Никольское.
| 1852 | 1890 | 1926 | 1989 | 2002 | 2006 | 2010 |
| ---- | ---- | ---- | ---- | ---- | ---- | ---- |
| 165  | ↘100 | ↗181 | ↘31  | ↘4   | →4   | ↗8   |